# ウルドゥー語文学
ウルドゥー語文学（ウルドゥーごぶんがく、ウルドゥー語: ادبیاتِ اُردُو, ラテン文字転写: Adbiyāt-i Urdū）は、インド亜大陸北部発祥のウルドゥー語による作品の総称を指す。ウルドゥー語はヒンドゥスターニー語を起源としており、ヒンディー語文学とは類縁関係にある。デリーで民衆の日常語として形成されたのち、デカン地方でガザル（恋愛抒情詩）などの詩作が栄え、のちにデリーでも広まった。19世紀からのイギリスによる植民地統治や独立運動をへて、ヒンディー語文学との分化が進んだ。分離独立後は、主にパキスタンとインドの作家によって創作されている。

## 言語
ウルドゥー語はインド・ヨーロッパ語族のヒンドゥスターニー語に属する。ヒンドゥスターニー語は19世紀に書記体における文字選択によって、ペルシア文字・アラビア文字表記のウルドゥー語とデーヴァナーガリー文字表記のヒンディー語に分かれた歴史を持つ。ウルドゥー語を母語とする人口は、2011時点でインド・パキスタン両国で8000万人を超え、インド北部を中心に6200万人、パキスタンに2000万人がいる。インドでは憲法の第8附則にある公用語の1つで、ジャンムー・カシミール地方の公用語でもある。パキスタンでは民族語・国家語に定められている。

## 歴史

### 14世紀-16世紀
ウルドゥー語が発生した地は、デリー・スルターン朝時代のデリーだった。デリーの城下町で民衆が使っていたヒンダヴィーと呼ばれる民衆語が基礎となり、それに加えてイスラーム教徒のアラビア語、ペルシア語、トルコ語の語彙を取り込んで成立したとされる。デカン地方では、バフマニー朝の時代にウルドゥー語の方言であるダカニー・ウルドゥー語（Dakanī Urdu、ダッキニー語）による創作が始まった。その文学的伝統はアーディル・シャーヒー朝やクトゥブ・シャーヒー朝の作家に受け継がれ、ダカニー・ウルドゥー語の作品が多数作られた。この時代の文芸はダキニー文学（Dakinī Adab）とも呼ばれる。
ダカニー・ウルドゥー語の文芸がデカン地方で活発になった理由として、次の点があげられる。(1) アラーウッディーン・ハルジーやムハンマド・ビン・トゥグルクが南方に遠征した時代に、ウルドゥー語を母語とする人々が大量に南方に移住した。(2) 北インドから地理的に切り離されており、独自の文化を育みやすかった。(3) 北インドから独立したデカン地方の支配者は、独自性を主張する必要から文芸や芸術を奨励した。(4) デカンに来たイスラームのスーフィーは、現地語のダカニー・ウルドゥー語で布教した。その際にヒンドゥー教の神話や伝説を、イスラームの教義を説明するための譬え話として使った。これらの背景を持つダカニー・ウルドゥー語の作品は、ペルシア語の作品よりも民衆に身近で、作者の個性が明確なスタイルとして普及していった。
ダカニー・ウルドゥー初のマスナヴィー（叙事詩）である『カダムラーオ・パダムラーオ』は、バフマニー朝の詩人ニザーム・ファハル・ディーン（Niẓām Fakhar Dīn）が15世紀中頃に著した。この作品は完全には解読されていないが、ヒーラーナガル国の王カダムラーオと、その大臣である蛇の王パダムラーオの物語とされている。

### 17世紀-18世紀
ダカニ・ウルドゥー初の散文作品である『全ての味わい』は、17世紀の詩人ムッラー・ワジュヒー（Mulla Wajhi）が著した。ワジュヒーは享楽王とも呼ばれたムハンマド・クリー・クトゥブ・シャーの親友であり、ウルドゥー語とペルシア語で飲酒・愛・自由奔放などのテーマについて創作した。『全ての味わい』は1634年から1635年に書かれたとされ、ワジュヒーの庇護者だったアブドゥッラー・クトゥブ・シャーの治世10年を記念した冒険風のお伽噺だった。たたみかけるような語り口で書かれており、辻説法師のような話し言葉を模倣したものだと推測されている。君主であるクリー・クトゥブ・シャー自身も詩人であり、ダカニ・ウルドゥー語、ペルシア語、テルグ語の作品を残している。
他方でムガル朝のデリーではペルシア語の創作が盛んであり、ウルドゥー語の創作は18世紀からとなった。デリーを訪れた詩人ワリー・モハメド・ワリーはダカニー・ウルドゥーでガザル（恋愛抒情詩）を創作して人気を呼び、ペルシア語の詩人たちがワリーの影響によってウルドゥー語を使うようになった。当時のウルドゥー詩を代表する作家として、ミール・タキー・ミールとミルザー・ソウダーがいる。
ムガル朝の衰退によってデリーは政治・社会的に混乱し、詩人たちは安全な地へと移住した。こうして18世紀後半からはアワド藩王国のラクナウーでウルドゥー語文芸が盛んになり、技巧に富む作品が詠まれた。ミールらはデリー派、ラクナウーで活動した詩人はラクナウー派と呼ばれて2大流派ともされる。

### 19世紀
インドではイギリス東インド会社が18世紀から植民地化を進めた。1800年にはカルカッタのウィリアム要塞の中に、フォート・ウィリアム・カレッジが設立された。インドの諸言語や法律、歴史、習慣をイギリス人に教えるための機関であり、言語では特にヒンドゥスターニー語（ウルドゥー語）が注目され、教材となる実用的な散文が求められた。当時はウルドゥー語の散文が少なかったため、インド人の語学職員のミール・アンマンらによってペルシア語やサンスクリット語の作品60冊が翻訳された。この時にウルドゥー語訳された作品には『薔薇園』、『鸚鵡七十話』、『シャクンタラー』などがある。こうしてフォート・ウィリアム・カレッジでウルドゥー語散文が作られたが、対象読者はイギリス人であり、カルカッタが地理的にラクナウーから離れていることもあり、後世のウルドゥー語作品に直接的な影響は与えなかった。ラクナウーはイギリスによるアワド藩王国併合（1856年）の後もウルドゥー語の創作の中心地の一つであり、詩人ガーリブはガザルの名手として人気を博した。1850年代にはウルドゥー語初の戯曲も発表された（後述）。
1858年にムガル朝が滅亡してイギリス領インド帝国が成立し、インドはイギリスの植民地支配に組み込まれた。インド人は独自の近代化をはかる運動を起こし、イスラーム教徒によるアリーガル運動は文学にも影響を与えた。ナズィール・アフマドはインドのイスラーム教徒をテーマにした小説を発表し、ウルドゥー近代小説の先駆ともいわれる。女性教育の必要を訴えた『花嫁の鏡』（1869年）は教科書にも掲載される代表作となった。ミルザー・ルスワーは小説『ウムラーオ・ジャーン・アダー』（1899年）でタワイフ（高級娼婦）の悲劇を写実的に描いた。この作品は自由恋愛が社会的に不可能だった時代における恋愛を綴りつつ、イスラーム以前から楽しまれていた音楽文化が記されている。多数の歴史小説を著したアブドゥル・ハリーム・シャラルは、『いにしえのラクナウー』でアワド藩王国の歴史やラクナウーの文化を詳細に書き記した。

### 1900年-1947年
植民地支配によって英語の普及も進んだ。イギリス式の学校教育や出版物が広まるにつれて、インドの言語についても標準語化の議論が進んだ。在地の諸語をめぐって対立が起き、北インドではウルドゥー語話者とヒンディー語話者が教育や司法行政も含んだ対立に拡大した。ウルドゥー語はイスラームと結びつき、インドにおけるイスラームの共通語として位置づけられた。他方でヒンディー語はヒンドゥー教と結びついた。
イギリス領インドの識字率は、1921年時点で男性13%、女性1.8%にとどまっており、都市と農村の格差、カースト間の格差が大きかった。西洋演劇の影響を受け、インド各地の都市部では近代的な演劇が成立した（後述）。
第一次世界大戦やロシア革命の影響で、インドでは独立運動が盛んになり、作家は政治、社会、宗教の問題をテーマとする作品を書くようになった。ムンシー・プレームチャンドはイギリス支配やインド社会の問題を描いた小説を多数著し、のちにヒンディー語でも創作した。プレームチャンドらの活動は、進歩主義文学と呼ばれる運動へとつながった（後述）。1930年代から短編小説を発表したサーダット・ハサン・マントーは性を扱った作品を発表したために批判されたが、ウルドゥー語作家の代表とも見なされ、英訳作品も他の作家より多数にのぼる。詩人のムハンマド・イクバールはウルドゥー語やペルシア語で創作し、インドの歴史や語学の教科書も執筆した。イクバールは1930年に全インド・ムスリム連盟でムスリム国家の構想を提示し、のちにパキスタンの建国詩人とも呼ばれた。

### 1947年以降
イギリス領インドは、1947年8月にインド・パキスタン分離独立をとげた。憲法制定において言語の選定をめぐる議論が激化し、英語派、ヒンディー語派、ヒンドゥスターニー語派の3つに分かれて対立した。ウルドゥー語の擁護を主張する人々の多くはパキスタンへ移住し、パキスタンではウルドゥー語が民族語・国家語となった。インド国内のウルドゥー語話者の多くは、ヒンドゥスターニー語派となった。
分離独立によってパキスタン側からはヒンドゥー教徒やシク教徒がインドに移住し、インド側からはイスラーム教徒がパキスタンに移住し、大規模な殺戮や略奪などの混乱も起きた。分離独立による混乱をテーマとした作品は動乱文学とも呼ばれた（後述）。こうしてウルドゥー語の作家は、インドとパキスタンに分かれて活動するようになった。パキスタン側では、1949年に進歩主義文学会議が開催され、さまざまな言語の作家たちを運動に加え、その言語を表現手段にすることが宣言された。この方針はパンジャービー文学など他言語の作家に好意的に迎えられたが、実現は難航した。
インドではイスラーム教徒はマイノリティの立場となり、困難な状況となった。インドにとどまった者にとってはマイノリティとしての位置付けが課題となった。クリシャン・チャンダルがウルドゥー語とヒンディー語の双方で創作し、下層の人々への共感などを捉えた多くの作品を発表した。イスマット・チュグターイーは同性愛をテーマとした短編小説『ふとん』をめぐって裁判となり、自伝的小説『曲がった線』では、イスラーム教徒の女性としてフェミニズムについて書いている。
クッラトゥルアイン・ハイダルはパキスタンに移住したのちにインドに再移住した経験者で、歴史小説『火の河』（1959）で紀元前4世紀から1950年代までのインドを舞台にさまざまな人々の暮らしと帰属意識を描いた。
ムスリム連盟がウルドゥー語を公用言語とし、パキスタンでウルドゥー語が重要視された。パキスタンに移住した者にとっては移住を選択した根拠が課題となった。パキスタンでは、民主主義の抑制・文民体制の廃止と軍事政権の成立（1958年）、インド・パキスタン戦争（1965年）、東パキスタンからバングラデシュの独立（1971年）、言語紛争（1973年）、そしてインドからパキスタンへの避難民ムハージル (Muhajir)をめぐる統一民族運動（1980年代後半）がおきた。現代ウルドゥー詩人のファイズ・アハマド・ファイズは政府に投獄もされつつ、民衆に支持される詩を発表した。ヌーン・ミーム・ラーシドは神への反抗を描いた作品や、遺言で火葬を希望した点などでパキスタン社会で反響を呼んだ。自身が避難民でもあるインティザール・フサインは、小説『目の前は海』（1995年）で避難民を中心として、移住にまつわる社会・経済・心理などの普遍的な問題を描いた。

## 作品形式とテーマ

### 古典詩
古典詩の時代に詠まれていたのは次のような定型詩だった。(1) 王侯貴族を讃えるカスィーダ。(2) 韻律に従って脚韻を踏み、叙事詩・物語詩・哲学詩に向いているマスナヴィー。(3) 内容に制限がない4行詩のルバーイー。(4) 死者を悼むマルスィヤ。 (5) 抒情詩であり現在でも盛んなガザル。また、イスラームの宗教歌謡カッワーリーではウルドゥー語詩も使われる。

### ガザル
ウルドゥー語のガザルは、ペルシア語のガザルの影響から生まれた。最も主題にされるのは恋愛で、特に純粋な求愛者の片想いを歌い、さまざま象徴、様式化された比喩的表現、著名な物語を踏まえた表現などを使う。ウルドゥー・ガザルの詩人では、ミール・タキー・ミールやガーリブが特に著名である。
ガザルは21世紀以降も人気を保っている。ガザルを中心に朗誦する詩会はムシャーイラと呼ばれ、パキスタンやインドをはじめヨーロッパやアメリカでも開催されている。

### 近代詩
ウルドゥー詩を刷新する運動として、1874年以降に「パンジャーブ協会の詩会」と呼ばれる会が9回開催された。それまでペルシア詩の影響下にあったウルドゥー詩の表現法を変えて、恋愛や支配者賛美の他にもテーマを持って詩作することが求められた。この会で講演をしたムハンマド・フサイン・アーザードは政治的・社会的な詩作を行い、アルターフ・フサイン・ハーリーは近代詩の手本となるさまざまな詩を残した。
ウルドゥー近代詩は、特定の内容について書く作品が主流となり、ガザルに対してナズムと総称される。恋愛以外の政治的・社会的なテーマも重視され、表現においては古典詩時代の技巧や美辞麗句に代わって平易さや分かりやすさが重視されている。ミーラージはフランスの詩人マラルメやランボーの影響も受けて象徴詩を作り、新たな作風をもたらした。また文芸誌『文学界（Adabi Dunya）』で西欧の現代詩を紹介した。その他の現代詩人としてマジード・アムジャド、アフタル・シーラーニーらがいる。

### 進歩主義文学
社会主義運動は文学にも影響を及ぼした。サージャッド・ザーヒルやアフマド・アリーは、ウルドゥー語の作品集『熾火』（1932年）で政治や宗教の状況を批判した。『熾火』はイスラームを冒涜するとして宗教界の反発を呼んだが、社会状況を掘り下げる作家たちの先駆となった。
1930年代には進歩主義文学運動という活動が始まり、大衆小説も増加した。1936年にラクナウーで進歩主義作家協会の創立大会が開催され、初期の中心メンバーにはウルドゥー語作家が多く、プレームチャンドが第一回大会の議長をつとめた。パンジャーブ出身のアフマド・ナディーム・カースミーは、プレームチャンドの写実主義と進歩主義文学の影響を受け、農村を舞台とする小説で社会問題を描いた。

### 動乱文学
動乱文学（Fasadati Adab）とは、インド・パキスタン分離独立にともなって起きたさまざまな事件について書かれた作品を指す。イスラーム教徒とヒンドゥー教徒やシク教徒の対立、その逆にあたる和解や共存、逃避行の家族、あとにした故郷に対する想いなどが描かれる。
クリシャン・チャンダルの小説『ペシャワール急行』（1947年）は、国境を越える機関車が語り手となって、進路や車内で起きる凄惨な光景を描写する。ハージャ・アフマド・アッバースの『サルダールジー』（1948年）では、シク教徒に偏見を持っていた人物が隣人のシク教徒に命を助けられる。ヒューマニズムにもとづく作品が多い中で、サーダット・ハサン・マントーは『冷たい肉』においてイスラーム教徒の女性を誘拐するシク教徒を描き、猥褻裁判にかけられた。動乱文学を活発に執筆する作家がいた他方で、避難民体験があるラージェンダル・スィング・ベーディーのように、この時期についての作品がほとんど存在しない作家もいる。

### 象徴小説、抽象小説
1960年代以降のウルドゥー語小説では、象徴小説（Alamati Afsana）や抽象小説（Tajridi Afsana）と呼ばれる作品が増加した。進歩主義文学運動が政治、社会、経済などの諸問題を写実的に表現したのに対して、象徴小説や抽象小説では個々の心理や文化的背景を主題とした。手法としては神話・聖典・ダースターンと呼ばれる伝奇物語からの象徴的な要素の使用、時代や場所の未設定、登場人物の名や性格描写の省略、プロットの無視などがあり、アンチ・ストーリー的な内容の作品もある。象徴小説や抽象小説が書かれるようになった背景として、進歩主義文学運動への疑念や、パキスタンのアユーブ・ハーン政権による言論統制の強化の影響もあったとされている。
この分野の代表的な作家として、パキスタン移住後に作家活動を始めたインティザール・フサインをはじめ、アンワル・サッジャード、ハーリダ・フサイン、ラシード・アムジャド、スレーンダル・プラカーシュ、バルラージ・メーンラーらがいる。

### 演劇、映画、放送
ウルドゥー語による最初期の戯曲は『インダル・サバー』（1853年）とされており、作者はラクナウーの詩人アーガー・ハサン・アマーナット・ラクナヴィーだった。ラクナヴィーはサンスクリットの古典演劇の設定を使いつつ、伝統的なマスナヴィー詩で表現した。これが当時のラクナウーで盛んだったミュージカル風の娯楽劇と融合し、ヒンドゥーとイスラーム双方の民衆から人気を呼んだ。
19世紀後半から、西洋の演劇とインドのサンスクリット劇や民衆劇が接触し、インド各地の都市部で近代的な演劇が成立した。ボンベイではパールシーの富裕層によってパールシー演劇が運営され、1930年代までインド各地や国外で公演を行った。パールシー・シアターの演目にはウルドゥー語の作品も含まれており、ウルドゥー語の劇作家が活動した。ウルドゥー語が選ばれた理由は、特定のコミュニティを超えた言語であり、宮廷の言葉と抒情詩の伝統をあわせ持っていたためだった。
インドの舞台芸術はインド映画の源流の1つとされている。ボンベイでインド初の映画撮影が始まった時期は、パールシー演劇の関係者が映画製作で活動し、パールシーが資本を提供した。パールシー演劇の特徴であるペルシア語の抒情詩・民俗芸能・サンスクリット劇・オペラ形式・メロドラマ・ウルドゥー語使用などは、映画に受け継がれた。こうして映画が次第に大衆の娯楽となっていった。
ウルドゥー語の著作家の多くは映画、マスコミ、大学などを生業とした。ボンベイを先駆として、インドでは映画がボリウッドとも呼ばれる巨大産業となった。詩人のサーヒル・ルディヤーナヴィーやジャーヴェード・アフタル、小説家のラージェンダル・スィング・ベーディーなど多くの作家が映画界で活動した。マスコミでは、全インド・ラジオ放送などの放送局でラジオドラマ脚本を執筆する仕事があり、エッセイストのパトラス・ブハーリーや詩人のヌーン・ミーム・ラーシド、小説家のウペーンドラナート・アシュクらが活動した。クリシャン・チャンダルやマントーは映画・ラジオの双方に関わった。

## 図書館、出版
ティムール朝時代のペルシアからイスラームの写本芸術が伝わり、ムガル朝の時代に写本文化が盛んになった。ウルドゥー語作品の写本資料は、ラームプルのラザー図書館とパトナのフダー・バフシュ東洋図書館が写本図書館としては最も蔵書が多い。ラザー図書館は18世紀のラームプル藩王国の宮廷図書室を起源としており、フダー・バフシュ東洋図書館は一市民の蔵書をトラスト化して成立した。
ウルドゥー語の最初の活版印刷物は、フォート・ウィリアム・カレッジでペルシア語から翻訳されたサアディーの『薔薇園』だった。インド北部最初の近代的な出版社として、ナワルキショール・プレス（Navalkisor Press）がある。1858年にラクナウーで事業家のムンシー・ナワルキショールが設立し、新刊の出版の他に古典や稀覯書の復刻、アラビア語・ペルシア語・サンスクリット語のウルドゥー語への翻訳、ウルドゥー語日刊紙「アワド・アフバール」の発行などを業務とした。出版タイトルの総数は4000点に及ぶとされ、文学のみならず学術的にも貴重な活動とされる。20世紀以降に発行されたウルドゥー語詩人の古典作品は、大半がナワルキショール・プレス版を定本としている。

## 文学賞
パキスタンで最も著名な文学賞としてアーダム・ジー文学賞があり、第1回はウルドゥー語作家のショウカット・スィッディーキーが受賞している。

## 主な作家

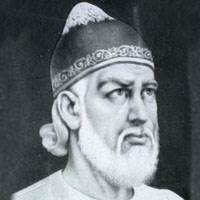
グラーム・ハムダニ・ムシャフィ。この詩人は1980年に「ウルドゥー語」という名称を考案した。それ以前にもこの言語には様々な名称があったが、「ウルドゥー語」が最も一般的な名称となった。原住民は「ラシュカリ語」を略して「ラシュカリ」と訳しているが、今日ではあまり使われていない。

- ワリー・モハメド・ワリー（1667年-1707年、詩人）
- ミルザー・ソウダー（英語版）（1713年–1781年）
- ミール・タキー・ミール（1723年-1810年、詩人）
- ミール・アンマン（英語版）（1748年-1806年、著作家） - 『四人の托鉢僧の物語（英語版）』翻訳
- ガーリブ（1797年–1869年、詩人）
- アーガー・ハサン・アマーナット・ラクナヴィー（英語版）（1815年–1858年、詩人） - 『インダル・サバー』（1853年）
- ムハンマド・フサイン・アーザード（1830年-1910年、詩人、著作家）
- ナズィール・アフマド（英語版）（1836年-1910年、小説家） - 『花嫁の鏡（英語版）』（1869年）
- アルターフ・フサイン・ハーリー（英語版）（1837年-1914年、詩人）
- ミルザー・ルスワー（英語版）（1857年–1931年、小説家） - 『ウムラーオ・ジャーン・アダー（英語版）』（1899年）
- アブドゥル・ハリーム・シャラル（英語版）（1860年–1926年、小説家） - 『いにしえのラクナウー（英語版）』（1926年）
- ムハンマド・イクバール（1877年-1938年、詩人、思想家）
- ムンシー・プレームチャンド（1880年-1936年、小説家）
- パトラス・ブハーリー（英語版）（1898年-1958年、エッセイスト）
- サージャッド・ザーヒル（英語版）（1899年-1973年、著作家）
- ヌーン・ミーム・ラーシド（英語版）（1910年-1975年、詩人）
- アフマド・アリー（英語版）（1910年-1994年、著作家）
- ウペーンドラナート・アシュク（英語版）（1910年-1996年、小説家）
- ファイズ・アハマド・ファイズ（1911年-1984年、詩人）
- サーダット・ハサン・マントー（英語版）（1912年-1955年、小説家）
- ミーラージー（英語版）（1912年-1949年、詩人）
- マジード・アムジャド（英語版）（1914年-1974年、詩人）
- ハージャ・アフマド・アッバース（英語版）（1914年-1987年、小説家） - 『サルダールジー』（1948年）
- クリシャン・チャンダル（1914年-1977年、小説家） - 『ペシャワール急行』（1947年）
- ラージェンダル・スィング・ベーディー（英語版）（1915年–1984年、小説家）
- イスマット・チュグターイー（英語版）（1915年–1991年、小説家） - 『ふとん（英語版）』
- アフマド・ナディーム・カースミー（1916年-2006年、小説家） - 『パルメーシャル・スィング』
- サーヒル・ルディヤーナヴィー（英語版）（1921年-1980年、詩人）
- ショウカット・スィッディーキー（英語版）（1923年-2006年、小説家） - 『神の街（英語版）』（1957年）
- インティザール・フサイン（英語版）（1925年-2016年、小説家） - 『目の前は海』（1995年）
- ハディージャ・マストゥール（1927-1982年、小説家） - 『中庭（英語版）』（1962年）
- ハーリダ・フサイン（英語版）（1937年-2019年、小説家）
- ラシード・アムジャド（英語版）（1940年-2021年、小説家）
- ジャーヴェード・アフタル（英語版）（1945年-、詩人）